# Sertić Poljana
Sertić Poljana falu Horvátországban Lika-Zengg megyében. Közigazgatásilag Plitvička Jezerához tartozik.

## Fekvése
Otocsántól légvonalban 27 km-re, közúton 54 km-re keletre, községközpontjától Korenicától légvonalban 23 km-re közúton 32 km-re északnyugatra, a Plitvicei-tavak Nemzeti Park északi határán fekszik.

## Története
Nevét egykori birtokosáról az udbinai származású Sertić nemesi családról kapta. A család az 1493-as korbávmezei csata után a Gacka vidékén Sinacon és Brinjén telepedett le. Lika török alóli felszabadulása (1683) után a Sertićek szabaddá lett területekre települtek, akkor szerezték az itteni birtokot is.
A falunak 1857-ben 23, 1910-ben 138 lakosa volt. A trianoni békeszerződés előtt Lika-Korbava vármegye Korenicai járásához tartozott. Ezt követően előbb a Szerb-Horvát-Szlovén Királyság, majd Jugoszlávia része lett. 1991-ben lakosságának 95 százaléka horvát volt, akik a drežniki plébániához tartoztak. 1991-ben a független Horvátország része lett, de a közeli falvak szerb lakossága még az évben Krajinai Szerb Köztársasághoz csatlakozott. Ez év novemberében a támadó szerb szabadcsapatok a falut teljesen megsemmisítették, házait lerombolták. A horvát hadsereg 1995. augusztus 6-án a Vihar hadművelet keretében foglalta vissza a község területét. A lerombolt házakat újjáépítették. 2011-ben 12 lakosa volt.

## Lakosság
| Lakosság változása | Lakosság változása | Lakosság változása | Lakosság változása | Lakosság változása | Lakosság változása | Lakosság változása | Lakosság változása | Lakosság változása | Lakosság változása | Lakosság változása | Lakosság változása | Lakosság változása | Lakosság változása | Lakosság változása | Lakosság változása |
| ------------------ | ------------------ | ------------------ | ------------------ | ------------------ | ------------------ | ------------------ | ------------------ | ------------------ | ------------------ | ------------------ | ------------------ | ------------------ | ------------------ | ------------------ | ------------------ |
| 1857               | 1869               | 1880               | 1890               | 1900               | 1910               | 1921               | 1931               | 1948               | 1953               | 1961               | 1971               | 1981               | 1991               | 2001               | 2011               |
| 23                 | 0                  | 0                  | 114                | 143                | 138                | 145                | 147                | 122                | 119                | 106                | 83                 | 52                 | 38                 | 14                 | 12                 |